# پروگار
پروگار (به صربی: Progar) یک منطقهٔ مسکونی در صربستان است که در Surčin واقع شده‌است. پروگار ۳۹٫۲۵ کیلومتر مربع مساحت و ۱٬۴۴۵ نفر جمعیت دارد.